# Chambry (Aisne)
Chambry település Franciaországban, Aisne megyében. Lakosainak száma 831 fő (2022. január 1.). Chambry Athies-sous-Laon, Barenton-Bugny, Laon és Samoussy községekkel határos.

## Népesség
A település népességének változása:
| Lakosok száma | 406  | 749  | 709  | 760  | 768  | 831  | 848  | 836  | 834  | 831  |
|               | 1968 | 1982 | 1990 | 2006 | 2013 | 2015 | 2017 | 2019 | 2020 | 2022 |